# Саксен-Кобург

Эрнестинские герцогства на карте Тюрингии, 1680 г.

Саксен-Кобург (нем. Sachsen-Coburg) — эрнестинское герцогство на территории современной федеральной земли Тюрингия.

## История

### Первое возникновение
В 1542 году курфюрст Саксонии Иоганн Фридрих Великодушный, до этого правивший совместно с братом Иоганном Эрнстом, решил выделить брату отдельное герцогство, и передал ему в управление земли во Франконии с городами Кобург, Айсфельд и др. Когда в 1553 году Иоганн Эрнст умер, не имея наследников, земли вернулись Иоганну-Фридриху.

### Второе возникновение
Впавший в немилость у императора Саксен-Веймарский герцог Иоганн Вильгельм был принуждён к разделу своих земель. Южные и западные земли Саксен-Веймара (с Кобургом и Эйзенахом) были отделены в пользу детей заключённого Иоганна-Фридриха II Среднего — Иоганна-Казимира и Иоганна-Эрнста. Иоганн-Казимир, достигнув 22-летнего возраста, в 1586 году приступил к управлению герцогством, а в 1596 году выделил для своего брата герцогство Саксен-Эйзенах. В 1633 году Иоганн-Казимир умер бездетным, и его владения перешли к младшему брату Иоганну-Эрнсту. В 1638 году умер Иоганн-Эрнст, также не оставив наследника, и его владения были разделены между Саксен-Веймаром и Саксен-Альтенбургом; часть с Кобургом унаследовал Фридрих Вильгельм II (герцог Саксен-Альтенбургский).

### Третье возникновение
После смерти Саксен-Альтенбургского герцога Фридриха Вильгельма III его владения были разделены между Саксен-Веймаром и Саксен-Готой; часть с Кобургом досталась Саксен-Готе.

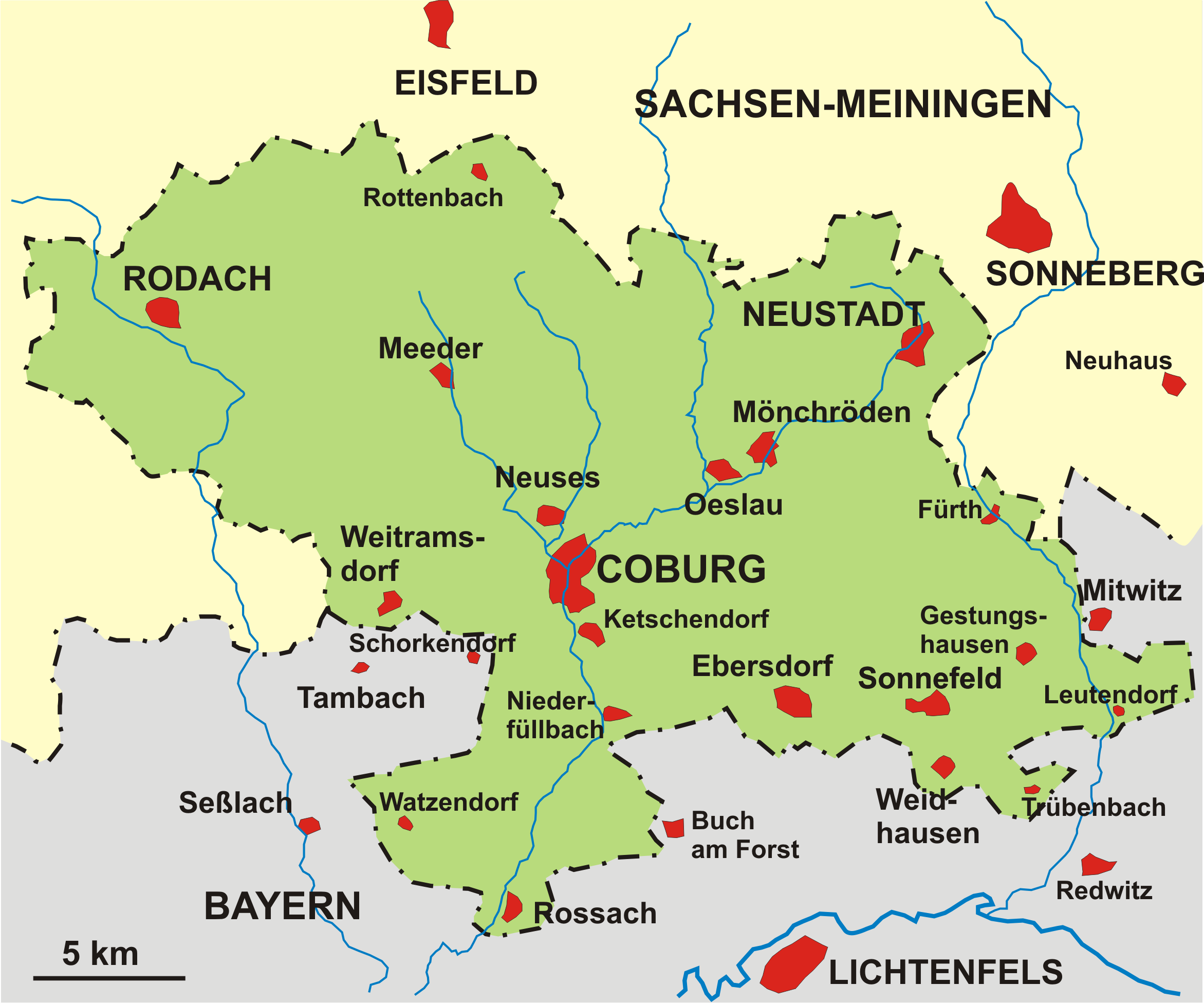

В 1675 году умер Эрнст I, герцог Саксен-Готский. Его семь сыновей первоначально стали соправителями, поскольку эрнестинцы до этого момента отвергали примогенитуру. По желанию отца дела герцогства вёл старший сын Фридрих I. Попытка держать общий двор в замке Фриденштайн в Готе оказалась неудачной, и в 1680 году наследство было поделено между семью братьями. Альбрехту досталась часть герцогства с городом Кобург.
Альбрехт скончался в 1699 году, не оставив наследников. Права на Саксен-Кобург предъявил его младший брат Иоганн Эрнст, вступив тем самым в длительную тяжбу с другим братом, Саксен-Мейнингенским герцогом Бернхардом I. Спор был разрешён в 1735 году, когда по решению императора Карла VI основная часть герцогства Саксен-Кобург была передана герцогству Саксен-Заальфельд, в результате чего образовалось герцогство Саксен-Кобург-Заальфельд.

## Правители

### Первое возникновение
- Иоганн Эрнст (1542—1553)

### Второе возникновение
- Иоганн-Казимир (1586—1633), до 1596 — совместно с братом Иоганном-Эрнстом
- Иоганн-Эрнст (1633—1638)

### Третье возникновение
- Альбрехт (1680—1699)
- Иоганн Эрнст (1699—1729)
- Кристиан Эрнст (1729—1735)